# مارک امیری
مارک امیری (انگلیسی: Marek Amiri؛ زادهٔ ۲۰ فوریه ۱۹۸۷) بازیکن فوتبال است.